# 7 Seconds (gruppo musicale)
I 7 Seconds sono stati un gruppo hardcore punk proveniente da Reno, Nevada.

## Storia
Vennero formati nel 1979 dai fratelli Kevin Seconds e da Steve Youth, e suonarono il loro primo concerto il 2 marzo 1980.
I 7 Seconds erano conosciuti per aver portato idee positive nella scena hardcore normalmente nichilista, e sono considerati delle leggende viventi nella scena punk rock underground. Il gruppo aiutò il movimento straight edge Youth Crew nella scena hardcore degli anni ottanta.
Ad oggi il gruppo ha pubblicato numerosi dischi a partire dal 1981, inclusi album come The Crew, Walk Together, Rock Together, New Wind, Good to Go e Take It Back, Take It On, Take It Over. Gli album di quel periodo includono Praise (EP), Ourselves e Soulforce Revolution. Il gruppo tornò però al suo vecchio stile dalla metà degli anni novanta.
In un post su Facebook, il gruppo annunciò lo scioglimento nel 2018.

## Discografia
Demo
- 1981 - Socially Fucked Up
- 1981 - Committed For Life

Album in studio
- 1984 - The Crew
- 1985 - Walk Together, Rock Together
- 1986 - New Wind
- 1987 - Ourselves
- 1988 - Soulforce Revolution
- 1991 - Old School
- 1993 - Out the Shizzy
- 1995 - The Music, The Message
- 1995 - alt.music.hardcore
- 1999 - Good to Go
- 2000 - Scream Real Loud
- 2005 - Take It Back, Take It On, Take It Over!
- 2014 - Leave a Light On

EP
- 1986 - Praise (EP)

Live
- 1987 - Live: One Plus One